# Ala'a Al-Shaqran
Ala'a Waleed Muflih Al-Shagran Al-Bashir (Ar Ramtha, 21 aprile 1987) è un calciatore giordano, centrocampista dell'Al-Hussein.

## Carriera

### Club
Comincia a giocare in patria, all'Al-Ramtha. Nel gennaio 2009 si trasferisce in Siria, all'Al-Wahda. Nell'estate 2009 torna in patria, allo Shabab Al-Ordon. Nel 2012 passa all'Al-Ramtha. Nel 2014 viene acquistato dall'Hajer, squadra della massima serie saudita. Nel 2015 torna in patria, all'Al-Ramtha. Nel 2016 viene acquistato dall'Al-Hussein.

### Nazionale
Ha debuttato in Nazionale il 31 gennaio 2008, in Giordania-Singapore (2-1). Ha partecipato, con la Nazionale, alla Coppa d'Asia 2011. Ha collezionato in totale, con la maglia della Nazionale, 20 presenze.